# Gabrška Gora
Gábrška Gôra je naselje v Občini Škofja Loka.